# Gombocz Zoltán
Gederéczi Gombocz Zoltán (Sopron, 1877. június 18. – Budapest, 1935. május 1.) magyar nyelvtudós, egyetemi tanár, a Magyar Tudományos Akadémia levelező (1905), majd rendes (1922) tagja. Kutatási területei a magyar nyelvészet, azon belül kiemelten a magyar nyelvtörténet voltak, emellett behatóan foglalkozott fonetikával, finnugor nyelvészettel, altajisztikával és turkológiával is.
Gombocz Endre (1882–1945) botanikus bátyja.

## Életútja
Gombocz Miklós és Lehr Berta gyermekeként született. Érettségi vizsgáit a soproni evangélikus líceumban tette le. Felsőfokú tanulmányait 1895-től az Eötvös József Collegium tagjaként a Budapesti Tudományegyetemen végezte. Kiváló tanárai voltak, köztük Szinnyei József finnugrista, Simonyi Zsigmond nyelvész, Gyulai Pál irodalomtörténész és Becker Fülöp Ágost romanista. 1899-ben szerezte meg magyar-francia szakos középiskolai tanári oklevelét. Bölcsészdoktori vizsgáját 1900-ban tette le, és kiemelkedő eredményei alapján még abban az évben, május 31-én sub auspiciis regis avatták bölcsészettudományi doktorrá. Ugyanezen év decemberében kinevezték az Eötvös József Collegium helyettes, majd 1901 decemberében rendes tanárává.
Többször járt külföldi tanulmányúton: 1899-ben Párizsban, 1903–1904-ben Lipcsében, majd ismét Párizsban. A francia fővárosban a kísérleti fonetikát tanulmányozta, de Finnországban és Svédországban is végzett fonetikai kutatásokat. 1906-ban a Budapesti Tudományegyetemen az általános fonetika és finnugor hangtan tárgykör magántanára lett. 1914-től a Kolozsvári Magyar Királyi Ferenc József Tudományegyetem ural-altáji összehasonlító nyelvészeti tanszékére nevezték ki rendes tanárnak. Az első világháború után Budapestre menekült, ahol ismét az Eötvös Collegiumban tanított, majd 1921-ben átvette a magyar nyelvtudományi tanszék vezetését a budapesti egyetemen. Mindeközben, 1927–1928-ban vendégtanárként működött a berlini Frigyes Vilmos Egyetemen. Emellett 1927-től az Eötvös Collegium igazgatója, 1933-tól a budapesti egyetem bölcsészettudományi karának dékánja, ugyancsak 1933-tól a felsőház tagja volt.
1935. május 1-jén munka közben, egy kari tanácskozást vezetve érte a halál. A Kerepesi temetőben nyugszik.

## Munkássága
Gombocz Zoltán már egyetemi hallgatóként is aktívan publikált. Korai írása előrevetítették későbbi etimológiai munkásságát, ismertetései pedig tükrözték a nyelvészet átfogó kérdéseire irányuló érdeklődését. (Pályafutása során rendszeresen írt nagy hatású recenziókat, ő ismertette például Ferdinand de Saussure-nek a strukturalizmust megalapozó Cours de linguistique générale című művét is.) Még diákként, egy párizsi tanulmányút során ismerkedett meg a modern kísérleti fonetikával. Bár ekkor már tisztában voltak azzal, hogy a hangkörnyezet hatással van az egyes hangok ejtésére, a hangképzés tanulmányozására csak statikus módszerek álltak rendelkezésre, azaz egy-egy pillanatnyi artikulációs konfigurációt tudtak tanulmányozni. Gombocz azonban a természetes artikuláció dokumentálására törekedett, nem izolált, hanem szavakban kiejtett hangokat vizsgált. Ezen alapul a magyar beszédhangok palatogrammjait publikáló tanulmánya, amelynek eredményei hosszú időn keresztül kiindulópontot jelentettek a magyar fonetikai leírásokban. Ernst Alfred Meyerrel  együttműködve a magyar magánhangzók időtartamát és nazalizálódását is vizsgálta. Bár a fonetikai kutatások elsősorban életpályája korai szakaszában domináltak, a tudományág eredményeit később is figyelemmel kísérte.
1904-ben a Magyar Tudományos Akadémia egyik pályázatára olyan műveket vártak, amelyek egyrészt lefektetik egy magyar etimológiai szótár módszertani alapelveit, másrészt tartalmazzák annak első szócikkeit. Gombocz Melich Jánossal közösen benyújtott pályaműve lett a nyertes, így indult útjára a páratlan részletességű, teljességre törekvő Magyar etymologiai szótár. Ennek első füzete 1914-ben jelent meg, amit 1918-ig további hét füzet követett. A szerzők 1921-ben akadémiai nagyjutalmat kaptak a munkáért. Az utolsó kötet, melyben Gombocz még közreműködhetett, de már halála után, 1936-ban jelent meg, a tizenkettedik volt. Ez a monumentális mű befejezetlen maradt, utolsó kötete, mely a mindössze egyszer adatolt geburnus címszóig jutott el, 1944-ben jelent meg.
Részben etimológiai érdeklődéséhez köthető az 1907-ben a Magyar Nyelvben megjelent tanulmánysorozata, amelyben a magyar nyelv török jövevényszavait dolgozta fel. Ezt a munkát kettős céllal végezte: egyrészt teljességre törekvő listát akart adni az átvételekről, másfelől az átvételek hangtani jellemzőit is tanulmányozta. Kiemelte, hogy mindezzel nem csupán a magyar történeti hangtan gazdagodik új eredményekkel, hanem a török nyelvtörténet is. A cikksorozat – átdolgozva – monográfiaként is megjelent először magyarul, majd újabb átdolgozás után németül is. Az a kérdés is foglalkoztatta, milyen történeti háttér magyarázza az átvételeket. Turkológiai munkásságának fontos része volt a magyar nyelv török eredetű személyneveinek, illetve népneveinek vizsgálata.
Magyar, valamint uralisztikai nyelvtörténeti kutatásaiban – az etimológiai vizsgálatok mellett – hangtani, alaktani és jelentéstani kérdésekkel is foglalkozott. Kiemelkedő fontosságú műve a Jelentéstan, melynek egyik alapvetése, hogy a jelentésváltozások nyelvtől függetlenül azonos módon zajlanak az emberi nyelvekben. Az itt kidolgozott, korábbi szakirodalomra alapozó, de azt módosító négyes felosztású rendszere (jelentésátvitel vs. névátvitel, mindkettő alapulhat érintkezésen vagy hasonlóságon) egyfelől – elsősorban Ullmann István közvetítésével – beépült a nemzetközi szemantikai kutatásokba is, másfelől máig része az oktatásnak.
Szerkesztői tevékenysége is igen jelentős: évtizedeken át (1905–1914, 1922–1935) volt szerkesztője a Magyar Nyelv folyóiratnak, valamint egy rövidebb ideig (1931–1934) a Nyelvtudományi Közleményeknek. 1920-ban az MTA Melich Jánost, Németh Gyulát és Gombocz Zoltánt bízta meg egy új sorozat, A Magyar Nyelvtudomány Kézikönyve szerkesztésével, melynek első kötete Gombocz Nyelvtörténeti módszertan (1922) című írása volt.
Nagy hatású egyetemi oktató volt, s az Eötvös József Collegium igazgatójaként meghatározó szerepet játszott a fiatalabb nemzedékek nevelésében. „Nagyon jól érezte magát a Kollégiumban és ideális igazgató volt. Szerette az ifjúságot. […] S a fiatalság rajongott érte. A Kollégiumban diákkora óta glória övezte »Gombocz urat«”, írta róla Németh Gyula. Mindez a későbbi nyelvészgenerációk visszaemlékezéseiben is tükröződik, valamint irodalmi művekben is fel-felbukkan alakja. Melich János visszaemlékezésében így írt Gomboczról: „Ő is azon kevesek közé tartozott, akiknek egyikéről, az általa a legnagyobb tudósok sorába számított Thomsen Vilmosról hetvenedik születése napja alkalmából ezt írta: »Csak keveseknek adatott az a kivételes tehetség, hogy óriási területeket munkáljanak meg, s mégis mindenütt egyformán mélyen szántsanak«”.

### Társasági tagságai és elismerései
1905-ben a Magyar Tudományos Akadémia (MTA) levelező, 1922-ben rendes tagjainak sorába, 1933-tól igazgatósági tagjai közé választották. 1933-tól az MTA I. (Nyelv- és Széptudományi) Osztályának munkáját irányította elnökként. A Magyar Nyelvtudományi Társaságban 1904-től jegyzőként, később titkárként, majd alelnökként tevékenykedett. 1917 és 1919 között elnöke volt az Erdélyi Múzeum-Egyesület Bölcsészeti-, Nyelv- és Történettudományi szakosztályának Kolozsváron, és a budapesti Minerva Társaság alapító elnöki tisztségét is betöltötte 1921-től. Emellett tiszteleti tagja volt a helsinki Finnugor Társaságnak, a tartui Észt Tudós Társaságnak és a müncheni Német Akadémiának .
Munkásságát számos rangos elismeréssel jutalmazták: 1921-ben Melich Jánossal együtt a Magyar etymologiai szótár című kiadványsorozatukért megkapták az MTA nagyjutalmát, Gombocz 1930-ban a Corvin-koszorút vehette át, és szintén 1930-ban a Francia Köztársaság Becsületrendjének lovagjává avatták.

## Emlékezete

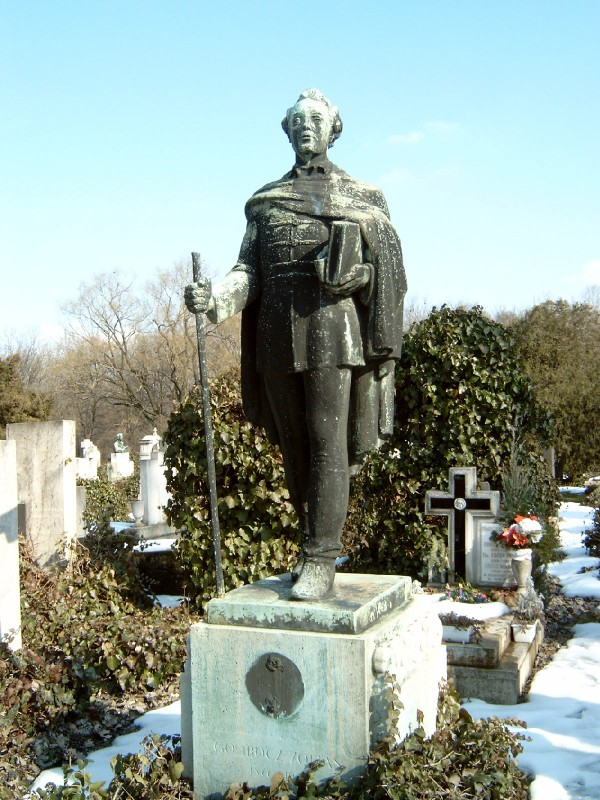
Gombocz Zoltán sírja Budapesten, a Kerepesi temetőben (34-1-88), Madarassy Walter alkotása

A Magyar Nyelvtudományi Társaság a fiatal (35 év alatti), kiemelkedő nyelvtudományi művet alkotó nyelvészeket 1977 óta Gombocz Zoltán-díjban részesíti. Az Eötvös József Collegium Ménesi úti épületében 2006. október 11-én avatták fel mellszobrát, Domonkos Béla szobrászművész alkotását.

## Főbb művei
Életmű-bibliográfiáját lásd Zsirai Miklós:  Gombocz Zoltán irodalmi munkássága.  Nyelvtudományi Közlemények,  XLIX. évf.   (1935)   XVII–XXIII. o.
Önálló kötetei
- A jelenkori nyelvészet alapelvei. Budapest: Hornyánszky. 1898.
- Nyelvtörténet és lélektan: Wundt néplélektanának ismertetése. Budapest: Athenaeum. 1903.  = Nyelvészeti Füzetek,  7.
- Az altaji nyelvek hangtörténetéhez. Budapest: Franklin. 1905.
- Honfoglaláselőtti török jövevényszavaink. Budapest: Magyar Nyelvtudományi Társaság. 1908.  = A Magyar Nyelvtudományi Társaság Kiadványai,  7.
- Zur Phonetik der ungarischen Sprache. Uppsala: Druck Berlin. 1909.  (Ernst Alfred Meyerrel)
- Die bulgarisch-türkischen Lehnwörter in der ungarischen Sprache. Helsingfors: Société Finno-Ougrienne. 1912.  = Suomalais-ugrilaisen Seuran Toimituksia,  30.
- Magyar etymologiai szótár. / Lexicon critico-etymologicum linguae Hungaricae. Budapest: Akadémia. 1914–1944.  (Melich Jánossal)
- Árpádkori török személyneveink. Budapest: Magyar Nyelvtudományi Társaság. 1915.  = A Magyar Nyelvtudományi Társaság Kiadványai,  16.
- Nyelvtörténeti módszertan. Budapest: Akadémia. 1922.  = A Magyar Nyelvtudomány Kézikönyve, I. 1
- Magyar történeti nyelvtan II.: Hangtan. Hangtörténet. Budapest: Árpád Bajtársi Egyesület. 1925.
- Magyar történeti nyelvtan III.: Alaktan. Budapest: Árpád Bajtársi Egyesület. 1925.
- A magyar történeti nyelvtan vázlata IV.: Jelentéstan. Pécs: Danubia. 1926.
- Történeti magyar nyelvtan V.: Mondattan. Összeáll. Hegyi Károly. Budapest: Árpád Bajtársi Egyesület. 1929.
- Történeti magyar nyelvtan V.: Syntaxis. Budapest: Árpád Bajtársi Egyesület. 1932.
- Gombocz Zoltán összegyüjtött művei I. A kötet anyagát összeválogatta és a kiadást gondozta Zsirai Miklós. Budapest: Magyar Tudományos Akadémia. 1938.
- Magyar történeti nyelvtan: Hangtan II. Sajtó alá rendezte Laziczius Gyula és Pais Dezső. Budapest: Magyar Tudományos Akadémia. 1940.
- Hangtörténet. Közzétette Pais Dezső. Budapest: Tudományos Könyvkiadó. 1950.  = A Magyar Nyelvtudományi Társaság Kiadványai,  77.
- Syntaxis. Közzétette Pais Dezső. Budapest: Egyetemi Magyar Nyelvtudományi Intézet. 1951.
- Magyar szóalaktan. Budapest: Tankönyvkiadó. 1951.
- Pais Dezső: A jelentéstan vázlata: Gombocz Zoltán késői módszertani előadásából. Budapest: Vallás- és Közoktatásügyi Minisztérium. 1951.
- Honfoglalás előtti bolgár-török jövevényszavaink. Közzétette Ligeti Lajos. Budapest: Akadémiai. 1960.  = Nyelvtudományi Értekezések,  24.
- Scritti vari di linguistica generale e Ungherese (’Válogatott írások az általános és magyar nyelvészet köréből’). Trad. di Danilo Gheno. Bologna: Patron. 1973.  = Linguistica,  8.
- Jelentéstan és nyelvtörténet: Válogatott tanulmányok. Válogatta és sajtó alá rendezte Kicsi Sándor András. Budapest: Akadémiai. 1997.  = Hermész Könyvek

Válogatott tanulmányai
- A vogul nyelv idegen elemei.  Nyelvtudományi Közlemények,  XXVIII. évf.   (1898)   148–184. o.
- Adalékok az obi-ugor nyelvek szókészletének eredetéhez.  Nyelvtudományi Közlemények,  XXXII. évf.   (1902)   182–215. o.
- Csuvas szójegyzék.  Nyelvtudományi Közlemények,  XXXVI. évf.   (1906)   1–23., 141–164. o.
- A magyar a-hangok történetéhez.  Nyelvtudományi Közlemények,  XXXIX. évf.   (1909)   229–274. o.
- A magyar őshaza és a nemzeti hagyomány.  Nyelvtudományi Közlemények,  XLV. évf.   (1917)   129–194 o., XLVI évf (1923) 1–33., 168–193. o.

Fordításai
- Lazarillo de Tormes élete. Budapest: Franklin. 1898.  = Olcsó Könyvtár,  1055–1056.